# Adelges glandulae
Adelges glandulae är en insektsart som först beskrevs av Zhang, G.-x. 1980.  Adelges glandulae ingår i släktet Adelges och familjen barrlöss. Inga underarter finns listade i Catalogue of Life.